# Siegfried Leffler
Siegfried Leffler (* 21. November 1900 in Azendorf; † 10. November 1983 in Hengersberg) war ein protestantischer Theologe und ein Hauptvertreter des radikalen Thüringer Flügels der Deutschen Christen in der Zeit des Nationalsozialismus.

## Leben
Leffler war als Student Mitglied der Deutschen Gildenschaft. 1923/24 unterbrach er sein Theologiestudium, um als Präfekt und Turnlehrer am Progymnasium in Windsbach tätig zu sein. Bereits in dieser Zeit wollte er „mithelfen an Deutschlands Erneuerung“ und war ihm „jegliche Gleichgültigkeit in vaterländischen Dingen verhaßt und verpönt“. 1925 begann Leffler sein Vikariat an der evangelisch-lutherischen St.-Ulrichs-Kirche in Augsburg. Hier lernte Leffler seinen langjährigen Weggefährten Julius Leutheuser kennen, der zeitgleich als Vikar an der Annenkirche wirkte.
Gemeinsam mit Leutheuser verließ Leffler 1927 die Evangelisch-Lutherische Kirche in Bayern und ging nach Thüringen, wo sie sich mehr Aufgeschlossenheit für ihre völkischen Ideen erhofften. Die beiden Freunde heirateten zwei Schwestern und wurden Pfarrer zweier benachbarter Pfarrsprengel im ländlich geprägten Wieratal bei Altenburg, Leffler in Niederwiera, Leutheuser in Flemmingen.
Schon 1928 gründeten sie einen Nationalsozialistischen Pfarrer- und Lehrerkreis. Laienspielkreise, „völkisches Schrifttumstudium“, Jugendabende, „deutsche Volksabende“ sollten dem Ziel dienen, eine breite völkisch-christliche Bewegung ins Leben zu rufen. Im Februar 1930 gehörten sie zu den Gründern der ersten Ortsgruppe der NSDAP im Wieratal, die am 24. Mai eine Saalschlacht in Langenleuba-Niederhain anzettelte. Leffler war zum 1. Juni 1929 der Partei beigetreten (Mitgliedsnummer 138.841). Bei den Kirchenwahlen im November 1931 benutzten sie erstmals den Namen Deutsche Christen, und im Juli 1932 begann Leffler die Herausgabe der Zeitschrift Briefe an Deutsche Christen sowie eines eigenen Verlagsprogramms. Das Programm dieser später als Thüringer Kirchenbewegung Deutsche Christen bekannten Gruppe war die Schaffung einer überkonfessionellen Nationalkirche im Sinne des Nationalsozialismus. 1937 wurde Leffler Reichsleiter dieser Bewegung.
Am 1. Juni 1933 ließ er sich aus dem Kirchendienst beurlauben und wurde Oberregierungsrat im thüringischen Volksbildungsministerium in Weimar. Er beantragte jedoch sogleich mit Erfolg, weiterhin kirchliche Amtshandlungen vornehmen zu dürfen.
Leffler gehörte zu den treibenden Kräften, die hinter der Einrichtung des Instituts zur Erforschung jüdischen Einflusses auf das deutsche kirchliche Leben in Eisenach standen, das im Auftrag der am Institut beteiligten evangelischen Landeskirchen die „Entjudung“ der Bibel, der Liturgie und Frömmigkeit sowie der theologischen Ausbildung betrieb. Bei der Gründung 1939 wurde er dessen Leiter, während Walter Grundmann die „wissenschaftliche Leitung“ übernahm. An diesen kirchlichen „Irrweg“, den die Institutsgründung darstellte, erinnert heute ein Mahnmal in Eisenach.
Nach dem Ende des Zweiten Weltkriegs war Leffler von 1945 bis 1948 im Lager Ludwigsburg interniert. Anschließend kehrte er in den Dienst der bayerischen evangelischen Landeskirche zurück und wurde, nachdem er ein Schuldbekenntnis abgelegt hatte, zunächst Vikar in Iggensbach im Landkreis Deggendorf. 1949 wurde er der erste Pfarrer der neu gegründeten Friedenskirche in Hengersberg und blieb dies bis zu seiner Pensionierung 1970. Ein Jahr später wurde ihm die Ehrenbürgerwürde des Ortes verliehen.

## Werke
- Nordlandfahrt. Bärenreiter-Verlag, Augsburg 1925.
- (Mit Albrecht Meyen): Der Gedankenkreis der Deutsch-Akademischen Gildenschaft. Bärenreiter-Verlag, Augsburg(-Aumühle) 1925.
- Christus im Dritten Reich der Deutschen. Wesen, Weg und Ziel der Kirchenbewegung Deutsche Christen. Verlag Deutsche Christen, Weimar 1935.
- Kirche, Christentum, Bolschewismus. Verlag Deutsche Christen, Weimar 1936.
- Weltkirche oder Nationalkirche? Verlag Deutsche Christen, Weimar 1937.
- Unser Weg. Verlag Deutsche Christen, Weimar 1938.
- Über Deutschland sollen die Sterne stehen! Verlag Deutsche Christen, Weimar 1939.